# РД-107
РД-107 (рос. РД-107; індекс ГРАУ: 8Д74) — радянський рідинний ракетний двигун, розроблений у 1950-х роках в ОКБ-456 під керівництвом Валентина Глушка. Призначений для використання на бічних блоках першого ступеня ракети Р-7, та її модифікацій «Восток» , «Молнія», «Союз».

## Історія
Розробка почалася у 1954 році. Двигун був створений як основна рушійна установка для бічних блоків ракети Р-7, першої міжконтинентальної балістичної ракети СРСР, модифікованою версією якої 1957 року запущено Супутник-1, перший штучний супутник Землі. Двигун використовувався у численних космічних місіях, зокрема у польоті Юрія Гагаріна 12 квітня 1961 року.

## Конструкція
РД-107 працює на гасі (РГ-1) та рідкому кисні (LOX), використовуючи газогенераторний цикл. Двигун має:
- 4 основні камери згоряння;
- 2 кермові (верньєрні) камери для стабілізації та керування польотом. Привід рульових механізмів – гасом від основного ТНА;
- турбонасосний агрегат, який приводиться в дію паро-газом, утвореною каталізом перекису водню, з осьовою активною двоступінчатою турбіною та теплообмінником для підігріву рідкого азоту який подається в баки для їх наддуву. ТНА також приводить через редуктор два допоміжних насоси: рідкого азоту та перекису водню.

Конструкція камер згоряння паяно-зварна, внутрішня оболонка бронзова з фрезерованими каналами охолодження, зовнішня – стальна. Основні форсунки двокомпонентні відцентрові тангенціальні, периферійні однокомпонентні відцентрові для створення пристіночного шару з надлишком гасу.
Двигун одноразового запуску, з зовнішнім запальним пристроєм який вставляється в камери згоряння через сопло і запускається лише на стартовому майданчику.

## Технічні характеристики
- Тип: рідинний, нерегульований
- Паливо: гас (РГ-1)
- Окисник: рідкий кисень (LOX)
- Кількість камер: 4 основні + 2 кермові
- Тяга на рівні моря: ~838 кН
- Тяга у вакуумі: ~1 000 кН
- Питомий імпульс тяги: 256 с (2 508 м/c) на рівні моря, 313 с (3 067 м/с) у вакуумі
- Маса: ~1 200 кг
- Час роботи: ~120 с

## Модифікації
- РД-107К (8Д74К) — покращена версія для ракет «Молнія», «Восток-2», «Восход».
- РД-117 (11Д511) — для ракети «Союз-У», модернізоване керування.
- РД-107А (14Д22) — вдосконалення форсунок, застосовується на «Союзі-ФГ», «Союзі-2».
- РД-107А (14Д22ХЗ) — з хімічним запалюванням.